# Atenea (DC Comics)
Atenea, Atenas o Pallas Atenea (Athena en inglés) es una diosa, un personaje ficticio en el universo de DC Comics. Ella está basada en la deidad de la Mitología griega del mismo nombre Atenea. Es conocida como la diosa de la sabiduría, el coraje, la inspiración, la civilización, la ley, la justicia, la guerra estratégica, las matemáticas, la fuerza, la estrategia, las artes, la artesanía y la habilidad. Su rango entre los dioses la ha llevado a tener muchas interacciones con la Mujer Maravilla.

## Historia de la publicación
Atena apareció por primera vez en All-Star Comics #8 (diciembre de 1941) y fue adaptada por William Moulton Marston y Harry G. Peter.

## Biografía del personaje
Atenea nació completamente crecida y completamente armada desde la frente de Zeus. Ella es una de las cinco diosas que crearon a las Amazonas, y les otorgó parte de su sabiduría y pensamiento estratégico, Atenea ayudó a sus prójimos a llevar a la vida la escultura de la niña Hipólita, que jugó en el origen  de la Mujer Maravilla. Cuando las amazonas fueron capturadas por Hércules, Atenea fue la primera en perdonarlas y les otorgó la fuerza para liberarse con la condición de que no buscaran vengarse de sus captores. 
En la Post-Crisis, Atenea estuvo presente en una reunión con sus compañeros dioses para hablar sobre la disminución de la adoración de los mortales. Después de que Zeus consideró que este problema estaba por debajo de él y se fue, Atenea llevó a Afrodita, Ares, Deméter, Hestia y Hermes al Inframundo, donde está la Caverna de las almas. La Caverna de las Almas es donde Gaia ha albergado las almas de mujeres que han sido asesinadas injustamente por hombres. Cosechan las almas donde las reencarnan en Amazonas y les dan un hogar en Themyscira, excepto una que Atenea había guardado para el día en que Hipólita esculpió un bebé de arcilla de la costa y Athena infundió la escultura de bebé con ese espíritu que permitió a la princesa Diana nacer.
Miles de años después, Atenea organizó un golpe exitoso contra su padre, con la ayuda de Mujer Maravilla, su campeona. Cuando comenzó la Crisis final, Atenea llevó a las amazonas y a los dioses una nueva dimensión. Como parte de su gran plan, las fuerzas de Darkseid se hicieron cargo de los cuerpos de varias figuras clave. Capturaron a los dioses del Olimpo y Atenea fue suplantada por la Abuela Bondad, quien condujo a las amazonas a la guerra con el mundo del hombre.

### Los nuevos 52
En septiembre de 2011 DC lanzó The New 52 (un reinició de toda su continuidad). En esta nueva línea de tiempo, Atenea se representa como un búho humanoide y se reintroduce cuando aparece ante Diana, diciéndole que ella apoya sus luchas. La diosa tuvo un interés particular por su medio-hermana Diana, motivándola continuamente a dejar su hogar Temiscira para explorar el mundo. Incluso, al parecer fue Atenea quien provocó el accidente que hizo que el piloto Steve Trevor se estrellara en el hogar de Diana haciendo que ella se ofreciera a regresarlo a su país y de paso podría salir del lugar.
Atenea desaparece repentinamente y nadie sabe de ella por más de veinte años. En el Olimpo se revela que la diosa ha reencarnado en Zola viviendo oculta dentro de la joven durante sus años de ausencia, esto lo hace por petición de Zeus quien aburrido de su existencia decide reencarnar, siendo Zola la madre de la nueva reencarnación del dios, Zeke. Sabiendo esto el primer hijo de Zeus, First Born, intenta asesinar a Zeke, Atenea manipula diferentes situaciones para que Zola conozca a Diana, ahora conocida como Mujer Maravilla, convirtiéndose en amigas lo que impulsa a la heroína a proteger a toda costa a protegerla y a su hijo. Una vez Zeke es puesto en el trono del Olimpo, Atenea considera que la existencia de Zola ya no es necesaria por lo que decide quitar su vida, ante esto Mujer Maravilla le suplica que la deje vivir pues su hijo necesita del amor de una madre para tener un próspero futuro. Atenea se conmueve ante las palabras de su hermana y separa su ser del de su encarnación sin hacerle daño.

## Poderes y habilidades
Atenea al ser una diosa posee diversas capacidades como fuerza, velocidad y resistencia sobrehumana. Habilidades como artes marciales, análisis táctico y armamento. También están otras cualidades están:
- Inmortalidad no envejece como lo hace un humano normal, además tiene la capacidad de no enfermar.
- Puede viajar desde el olimpo a la tierra sin ninguna complicación.
- Invulnerabilidad: no puede sufrir daños físicos por medios y armas convencionales.
- Magia: tienen el poder de manipular grandes cantidades de energía mágica para casi cualquier efecto que desee.
- Cambio de forma: puede alterar su forma física en cualquier forma que ella desee elegir.
- Generación de telepatía e ilusiones: puede comunicarse mentalmente con sus adoradores, transmitiendo su imagen a un rango interdimensional, y posiblemente pueda hacer lo mismo con cualquier otro ser inteligente.[5]
- Sabiduría Divina: Al ser la Diosa de la Sabiduría, Atenea es súper inteligente y sabia y siempre sabe que decisiones tomar, como hacer planes y dar buenos consejos a sus seguidores.

## En otros medios

### Televisión
- Atenea aparece en la serie animada Justice League Action en el episodio "The Trouble with Truth", con la voz de Jessica Walter. Esta versión está acompañada por un búho mecánico llamado Bubo (similar al búho mecánico del mismo nombre de la película Furia de titanes de 1981) que se convierte en su arco cuando ella mágicamente asume su atuendo de batalla. Ella Visita a Mujer Maravilla, donde le dice que hay una oportunidad para un Dios de la verdad en el Monte Olimpo y que le gustaría que llenara ese vacío. Cuando una amenaza involucra al H.I.V.E. Buscando detonar una bomba de fusión de cobalto en los muelles de Metrópolis, Atenea acompaña a Mujer Maravilla, Batman y Flecha Verde a los muelles de Metrópolis. Durante este tiempo, Flecha Verde le pregunta a Atenea si hay una vacante para un arquero para la caza, Atenea le dice a Flecha Verde que Artemisa tiene ese trabajo como diosa de la caza y arquería. Atenea ayuda a Mujer Maravilla, Batman y Flecha a luchar contra el H.I.V.E. Después de que Mujer Maravilla hace una táctica que engañaría al H.I.V.E. Domina la desactivación de la voz de la bomba de fusión de cobalto, dejando a Atenea impresionada con su estrategia. Cuando Flecha le pregunta si necesita un arquero que pueda manejar el amor, Atenea afirma le dice que deberá usar un pañal para ese trabajo.

### Cine
- Atenea aparece en la película Wonder Woman (2017). En la historia de la reina Hipólita sobre Ares, que ella le lee a Diana, Atenea se muestra entre los dioses olímpicos que son asesinados por Ares.

### Videojuegos
- Atenea aparece en el juego Injustice: Dioses entre nosotros. Aparece en la animación introductoria de la Mujer Maravilla, dándole a Diana su Lazo de la Verdad para la pelea que se avecina.